# Tord Holmgren
Tord Holmgren (Palohuorna, 9 novembre 1957) è un ex calciatore svedese, di ruolo centrocampista.

## Biografia
Proveniente da Palohuorna, ha un fratello chiamato Tommy, anch'egli calciatore.

## Carriera

### Club
Holmgren cominciò la carriera con la maglia del Gällivare, prima di passare al Göteborg. Soprannominato Turbo-Tord, fece parte della squadra che vinse tre coppe nazionali (1979, 1982 e 1983), quattro campionati (1982, 1983, 1984 e 1987) e due edizioni della Coppa UEFA (1981-1982 e 1986-1987). Nel 1988, lasciò il Göteborg per i norvegesi del Fredrikstad. L'esperienza in squadra non fu però positiva e il giocatore chiuse la sua carriera al termine della stagione.

### Nazionale
Conta 26 presenze per la Svezia, con una rete all'attivo.

## Palmarès

### Club

#### Competizioni nazionali
- Coppa di Svezia: 3

IFK Göteborg: 1979, 1982, 1983
- Campionato svedese: 4

IFK Göteborg: 1982, 1983, 1984, 1987

#### Competizioni internazionali
- Coppa UEFA: 2

IFK Göteborg: 1981-1982, 1986-1987